# Túlvilág
A halál utáni élet vagy túlvilági élet azon nézetek összessége, amelyek a különböző kultúrákban és vallásokban megtalálhatók arról, hogy mi vár az emberekre a halál után, illetve egyes vallásokban az idők végezetén.
A halál utáni életben való hitnek sok formája van, ebből két fő ág emelhető ki:
- A keresztények és muszlimok hiszik, hogy a halál után Isten kinek-kinek megfizet a maga érdeme szerint.
- A keleti vallások nézete a lélekvándorlás tézise mögött álló karma, mely alapján az ember következő életét előző életének tettei határozzák meg.

A lélek halhatatlansága az egyik sarkpontja számos világnézetnek. Ez a hit irányítja a temetési szertartásokat, egyes kultúrákban a halottkultuszt vagy az ősök tiszteletét, s visszahat az emberek életvitelére is. A legtöbb vallás híveinek életét a halál utáni életre való készülődés erősen meghatározza.
A túlvilág léte tudományosan nem bizonyított, de ez nem jelenti azt, hogy nem létezik. Ugyanis nemléte sincs bizonyítva, és kérdés, hogy lesz-e valamikor. Innentől kezdve csak a filozófia és a vallás segít.

## Kereszténység
A Biblia alapján az ember örök életre lett teremtve, ezt az isteni adományt azonban a bűneset óta nem tudja betölteni. A kinyilatkoztatás alapján azonban a halál utáni élet és a feltámadás ígéretével feloldja az ember haláltól való szorongását. A halál utáni közvetlen állapottal kapcsolatban a felekezetek nézetei között eltérések alakultak ki.
A dogmatikusok szerint az ember két teljesen különböző alkotórészből áll: az anyagi testből, továbbá a halhatatlan lélekből, amely szellemi, anyagtalan szubsztancia. Valamennyi teológus bizonyos abban, hogy a lelkeket Isten teremtette, tehát van kezdetük, de Isten mindenhatósága révén nincsen végük, hanem Isten örökké életben fogja tartani őket. Az ún. "tradicionisták" azt tételezik fel, hogy lelkét a gyermek testével együtt szüleitől kapja, így minden lélek az első ember lelkétől származik; az ún. kreacionisták abban hisznek; hogy Isten az egyes lelkeket külön alkotja meg a semmiből, és azután a szülők létrehozta testtel egyesíti.
Az első emberpárt Isten természetes és természetfeletti adottságokkal és tulajdonságokkal ruházta fel. Birtokukban volt a test halhatatlansága és boldogan éltek a paradicsomban. A halhatatlanság azonban még csak feltételesen volt az övék; csak a lehetősége állt előttük annak, hogy azt megszerezzék; de a bűnesettel elvesztették azt. Elvesztek a kegyelem természetfeletti ajándékai, amelyeket Isten Ádámnak adott, a szentség és igazságosság, amely összhangban állott a vágyakkal, kötelességekkel és cselekedetekkel, továbbá a haláltól való függetlenség és a paradicsom gyönyörűségei, és ennek a jóra való állandó törekvés és az érzékiség megfékezése vallotta kárát. Azóta az emberek testileg többé nem halhatatlanok, hanem alá vannak vetve a halálnak, mert a bűn zsoldja a halál, nem élhetnek többé gondtalanul a paradicsomban, hanem keményen kell dolgozniuk a világban. Az emberiség képtelen volt arra, hogy a bukásból magától felemelkedjék, és az azt megelőző állapotba visszakerüljön. 
Isten azzal, hogy "Fia" Krisztusként emberré lett, helyre tudta állítani az Ádám bűnbeesésével megzavart üdvrendet, és visszavezethette az emberiséget az üdvösség útjára. Azzal, hogy Krisztus a kereszten meghalt, önmagát mindenki helyett váltságdíjként ajánlotta fel Atyjának, és ily módon lehetővé tette, hogy Isten és az emberek között a bűnbeesés előtt fennálló kapcsolat ismét helyreálljon. Elégtételt szolgáltatott és megváltotta az emberiséget a bűntől és annak büntetésétől: az "örök" haláltól és a kárhozattól, ismét visszaszerezte számukra Isten kegyelmét, az örök élet lehetőségét, minden ember számára.
Jézus példázatai elárulják, hogy az örök életről vallott tanításai radikálisan különböztek korának fő csoportjai, a szadduceusok, a farizeusok és az esszénusok álláspontjától is. Amikor a túlvilág iránt szkeptikus szadduceusok azt kérdezték, hogy a gyermektelenül meghalt testvér után annak hat fivéréhez feleségül ment asszony a halála után kinek a felesége lesz, Jézus azt felelte, hogy Isten országában az odakerülő emberek nem házasodnak, hanem hasonlatosak lesznek az angyalokhoz, és feltámadásuk után Isten fiaiként halhatatlanok lesznek.

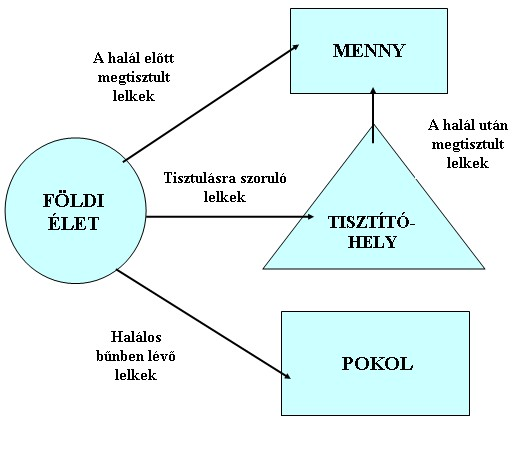
A halál utáni lét katolikus nézőpontból

Lásd még: Mennyország és Új Föld

#### Római katolikusok
Karl Rahner jezsuita szerzetes, teológus alapján a halál az élet természetes velejárója, a lét kiteljesedése, amikor a lélek a tér és idő világától megszabadulva mélyebb és egyetemesebb kapcsolatba kerül a kozmosszal. A halál után a lélek elválik a testtől, nem semmisül meg, hanem egy megváltozott létben él tovább.
A római katolikus egyház tanítása alapján az ember halála után következik az ítélet, azaz közvetlenül a halál után minden ember lelke találkozik Istennel, amikor is Jézus Krisztus mindenkit külön-külön megítél és végérvényesen dönt az egyén sorsáról: vagy az örök kárhozatra (pokol) jut, vagy az örök boldogságba (mennyország), vagy pedig az átmeneti tisztítóhelyre. Ezt az ítéletet nevezik különítéletnek.
 Bővebben: A túlvilág a római katolikus egyházban

#### Protestánsok
A protestánsok tagadják a tisztítótűz (purgatórium) létezését, mivel az Újszövetség nem tesz róla említést. Számos protestáns felekezet alapján az embernek nincs halhatatlan lelke, de a halál nem teljes megsemmisülés, hanem csak átmeneti öntudatlan állapotot jelent, míg az ún. utolsó napon, a végítéletkor meg nem történik a feltámadás és az ítélet. Ekkor az istenfélő "igazak" az örökké tartó mennyei boldogságba, a "gonoszok" a pokolba jutnak. A katolikus egyház nézetével szemben számos felekezet tagadja az örökké tartó pokol létezését. Egyes irányzatok nem hisznek a pokolban sem, mint hely létezésében, ahol a gonoszok kínoztatnak, hanem csak a feltámadásban. Nézetük alapján a megsemmisítő tűz a millennium, Krisztus ezeréves birodalma után lesz, azt lehet pokolnak nevezni.
A legtöbb bibliaolvasó megegyezik abban, hogy azoknak az embereknek, akik a nekik felkínált megváltást életük végéig rendszeresen visszautasították, azoknak nincs reménységük az örök életre. “Aki hisz és megkeresztelkedik, az üdvözül, aki pedig nem hisz, az elkárhozik.”
A protestánsoknál eltérnek az állásfoglalások a világgal kapcsolatban: egyes csoportoknak a földi élet csak rövid átmeneti állapot a túlvilág felé vagy felkészülés az eljövendő létre, más csoportok számára Isten országa kizárólag a földön valósulhat meg.

##### Reformátusok és evangélikusok
A halálban a test megsemmisül, és a pszüché működése is megszűnik, földi élete véget ér. De akinek Isten akarja, annak megadja, hogy tovább éljen, test nélküli, lelki létformában, nem a földön, hanem a menny anyagtalan, időtlen világában, olyan létformában, mint az angyalok, azok a lények, akiknek soha nem volt sejtekből és szervekből álló anyagi teste. 

##### Baptisták
Az ember élete a halállal nem ér véget, A halálban a lélek különválik a testtől. Az elhunytak lelke tudatos állapotban van és – purgatórium közbeiktatása nélkül – az üdvözültek lelke azonnal élvezi a megváltottak örömét, a bűnösök lelke pedig szenved. Ez az öröm, illetve szenvedés azonban csak az eljövendő ítéletkor éri el teljességét, amikor a lélek a feltámadott testtel egyesül. 

##### Pünkösdiek
Az ember a halál állapotában nem jut a megsemmisülés helyzetébe, hanem ebből a létből egy új létre támad fel. Krisztus megváltottai egy olyan várakozó állapotban vannak, hogy a megjutalmazás napján az örök élet birtokosai lesznek.

##### Adventisták
A lélek nem más, mint Isten lehelete, amely az emberré formált anyagot élővé teszi. Amikor az emberből ez kimegy, az ember halott és a feltámadásig az is marad. A halál pillanatában az ember megszűnik létezni. Egyedül csak Isten halhatatlan és rajta keresztül az angyalok és az eljövendő világban az üdvözültek lesznek. Az emberek halál utáni sorsa a feltámadáskor, a végítéletkor dől el. Az adventisták is tagadják az örök pokol létezését.

#### Jehova Tanúi
A bűnt és a halált Ádám minden leszármazottja örökölte. A halottak öntudatlanok, feltámadásra várva "alszanak". Nem élnek szellemként Istennél, sem sehol máshol, ezért nem lehet kontaktust teremteni velük. Nincs tisztítótűz, ezt ördögi tanításnak tartják, akárcsak a lélek továbbélését. A feltámadáskor a meghalt személy visszakapja egyéniségét és összes emlékképét. A régi test elenyészett, nem ugyanaz a test, hanem ugyanaz az egyén támad fel, aki meghalt. Azok, akik az égbe mennek (a kiválasztottak), új "szellemtestet" kapnak, akik pedig a földi életre támadnak fel, új fizikai testet kapnak. Armageddon után a megátalkodott bűnösök nem támadnak fel, ők eltávoznak az "örök levágásba" (a többé nem létezésbe).  

#### Mormonok
A mormonok és az Utolsó Napok Szentjei alapján a halál után minden ember lelke a lélekvilágba költözik, és a paradicsomi vagy a "lélekbörtön" állapotába jut. A tiszta szívűek, igaz-lelkű hívők, akik megkötötték és betartották a szövetséget, paradicsomi állapotban élhetnek, az első feltámadásig. A hitetlenek és bűnösök és azok, akiknek nem volt lehetőségük elfogadni az igaz evangéliumot a lélekbörtön állapotában élnek majd tovább, a második feltámadásig.

#### Ortodoxok
A halál után az igazak lelkét az angyalok a mennyország előszobájába viszik, ahol egészen az utolsó ítéletig maradnak, várva az örök boldogságot. A bűnösök lelke a démonok kezébe kerül, és a pokolban kínok között gyötrődik.
Az Egyház hite szerint az elhunyt lelke az első két napon a földön marad, részt vesz az imádságban, amit érte végeznek a templomban, és jelen van a halottbúcsúztatási szertartáson, amit általában a 3. napon tartanak. Az első két napon a lélek még úgymond a tér és az idő foglya, bár mégis rajtuk kívül van, a 3. napon átlépi a látható világ határait. Itt azonban azok a megpróbáltatások várják, amelyeket az ortodox hagyomány "vámok"nak nevez, amikor a léleknek számot kell adnia az összes bűnről, amit az ember életében elkövetett. 

## Iszlám
Ha egy ember meghal, Munkar és Nakír főangyalok megvizsgálják földi életében végbevitt tettei alapján, és szükség esetén kiszabják rá a büntetéseket. A bűnösök ekkor ízelítőt kapnak a pokol kínjaiból, a jók a paradicsom gyönyöréből, a végítéletig azonban a sírban maradnak, és tulajdonképpeni megítélésükre csak akkor kerül sor. A próféták, a mártírok, a hit harcosai, valamint más kiváltságos személyek azonban – a széles körben elterjedt felfogás szerint – a haláluk után azonnal a mennyei kertekbe kerülnek. Innen ered a sajnálatos módon ismertté vált iszlám terrorizmus, mint az önmagukat felrobbantó emberek, akik maguk és sok más ember halálát okozzák, abból a meggyőződésből, hogy ezen cselekményüknek köszönhetően isteni jutalomban részesülnek.
A Koránban Isten több helyen beszél olyan eltévelyedett emberekről, akik haláluk után megbánják hitetlenségüket, és kérik Istent, hogy engedje vissza őket az életbe, hogy jóvátehessék mindazt a rosszat, amit életükben elkövettek. Az iszlám tanítása azonban elveti azt, hogy az embernek lehetősége lenne egy második, harmadik, és sokadik életre, amiben kijavíthatná előző életeinek hibás döntéseit, rossz cselekedeteit. Isten egy élet során ad lehetőséget arra, hogy az ember megbánja bűneit, és Felé fordulva a jó és igaz útra térjen. A Korán kijelenti, hogy a földi élet felkészülés a túlvilági és örök életre.
„Azt mondják: Semmi más nem létezik, csak az evilági életünk, meghalunk és élünk, és csupán az idő pusztít el minket. Nincs nekik tudomásuk erről, csupán vélekedésükkel hozakodnak elő.” (Korán, 45: 24).
„A hitetlenek azt mondják: Az óra soha nem jön el. Mondd: De igen. Az Uramra mondom, aki tudja azt, ami rejtve van, bizony be fog következni. És nem kerülheti el az ő figyelmét egy porszemnyi súly sem az egekben, sem a földön... Megjutalmazza azokat, akik hisznek, és jótetteket cselekszenek. Megbocsátás és nagylelkű gondoskodás lesz az ő osztályrészük. Akik azonban szembeszállnak kinyilatkoztatásunkkal, hogy meghiúsítsák azt, azokat gyötrelmes büntetés várja.” (Korán, 34: 3-5).
Arra, hogy a Korán a túlvilági élet szükségességét hangoztatja, az emberek erkölcsi öntudata ad magyarázatot, mert ha nem lenne túlvilági élet, akkor erkölcstelenség uralkodna a földön, mert az embereknek nem kellene elszámolniuk Isten előtt a tetteikkel.
A Végső Nap döntése alapján az arra érdemesek a Kertekbe (Dzsanna), a gonoszok pedig a Tűzbe (Nár) jutnak. E fogalmak megfeleltethetők a keresztény és zsidó vallás Paradicsom (Menny) és Pokol fogalmainak. A pokol és a paradicsom között helyezkedik el a "limbus", a gyermekek és az elmebetegek tartózkodási helye. Némelyek szerint ez egyfajta purgatórium, amelyben megtisztulnak azok, akik bocsánatos bűnöket követtek el, hogy végül bejussanak a paradicsomba. A paradicsomban, illetve a pokolban a jutalmazás, illetve a büntetés örökké tart.

## Lélekvándorlás
A lélekvándorlás tana az indiai vallásokban (hinduizmus, buddhizmus, dzsainizmus, szikhizmus), továbbá a teozófiában, a spiritizmusban, az ezoterikus és a wicca nézetek között található meg. 
Ez a tan arra támaszkodik, hogy a halál beálltakor a lélek a testtől elszabadul és az továbbélve azzal a képességgel rendelkezik, hogy egy másik testben helyet foglalhat. 
A lélekvándorlás többféle variációjának többnyire alapjául számítanak a következő pontok:
- A halál tulajdonképpen nem az élet lezárója, hanem csak egy új létezésbe való átmenet. A lélek halhatatlan, és a testtől függetlenül tovább tud élni.
- A léleknek az új helyét az határozza meg, hogy mit tett az ember egy korábbi életében. Vagy büntetésre megy egy alacsonyabb rendű testbe, vagy újratestesülésre egy magasabb rendű testbe.
- A lélekvándorlás alapja az önjavítás gondolata, ezért kell a léleknek számtalan újramegtestesülésen átmenni.

### Hinduizmus
A hinduizmus 14 világot ismer a látható anyagi világon kívülː hét van az égben és hét a pokolban. Ha az ember meghal, Jama a halál istene értékeli földi életének tetteit, aztán eldönti hogy az égbe vagy a pokol valamelyikébe kerül-e és mennyi időre. Ezeket a köztes világokat elhagyó lélek végül újraszületik a Földön, előző életének tettei alapján. A lélekvándorlás vagy újraszületés a karma törvényének egyenes folyománya. Minden karma csíra nyilvánvalóan nem hozhat termést még ebben az életben, ezért van szükség további életekre, ahol ezeknek gyümölcse beérik. Az újjászületések folytán a lélek számos megjelenési formán áthalad. A jó karmák magasabb síkon való újraszületéshez, a rossz karmák pedig alacsonyabb síkon való újraszületéshez vezetnek, de nem egy másik dimenzióban, hanem itt ezen a földön. A nagyszámú "pokol" szervesen hozzátartozik az újjászületés folyamatához, de nem a változhatatlan állapotát jelenti. 
Amíg a karmák nem merülnek ki, addig az ember nem éri el a végső megszabadulást (móksa). A lélekvándorlás célja a tökéletesedés. Ez készíti fel az embert a végső felismerésre, amely kiszabadítja őt a születések és halálok körforgásából (szanszára).
Nézetük alapján a tökéletességet igen nehéz elérni egy élet alatt. Az embernek hosszasan kell megtisztítania a szívét, értelmét és cselekedeteit. Jellemét is tökéletessé kell formálnia. Számos erényt kell kifejlesztenie, például a könyörületességet, szeretetet, megbocsátást, elfogulatlanságot, tűrőképességet stb. Sok-sok leckét és feladatot kell megtanulnia a világiskolában, amihez sok életre van szükség. A reinkarnáció elve bőséges lehetőséget biztosít arra, hogy valaki megjavuljon, jobbá váljék és fejlődjék. A védánta szerint még a leggonoszabb bűnösnek is van reménye az üdvözülésre.
 Bővebben: Hinduizmus: Szanszára
A Cshándógja-Upanisad szerint  a halált követően az átman és a szubtilis test az udána energiájával, hajtóerejével távozik a durva fizikai testből és folytatja vándorlását. Ötféle lehetőség áll nyitva előtte:
- 1.) A magasabb tudást nélkülöző egyszerű világi ember esetén, ha a karmikus adósság nem túl súlyos, az átman és a szubtilis test a halál alkalmával a fizikai test valamennyi nyílásán és pórusán keresztül szinte kifolyik és visszakerül a földi létforgatagba.

Ez a leggyakoribb eset. Ha azonban a koncentrációs szint és az elért tudás magasabb fokú, akkor az átman és a szubtilis test a fejtetőn keresztül lép ki és nem a földi létsíkon halad tovább. Ennek változatai:
- 2.) A céltudatosan gonosz emberek a poklok világába jutnak, amelynek neve szamjamanam, vagyis Jama otthona. Ide nem könnyű eljutni, mivel ehhez nagyon komoly bűnöket kell megvalósítani.
- 3.) Ha valaki pozitív irányban fejt ki jelentős szellemi teljesítményt, s ezzel koncentrált tudatot hoz létre, és érdemdús karmát valósít meg, akkor az ősök útját járja, amelynek neve pitrijána. Ez azt jelenti, hogy a halál küszöbét teljes tudatossággal lépi át és mennyei létszférába kerül, ahonnan érdemei kimerülése után visszatér a létforgatagba.
- 4.) A dévajána, vagyis »isteni út« azoknak jut osztályrészül, akik már legalább a tudás alacsonyabb szintjét elérték, karmájuk erősen pozitív és magas szintű tudati koncentráltságot valósítanak meg. Az ilyen személyek az istenek világába emelkednek és ott is maradnak a teremtési ciklus, vagyis a világkorszak (kalpa) végéig.
- 5.) Dzsívanmukti, vagyis végleges megszabadulás, kilépés a karmikus körforgásból és belépés az öröklétbe. Ez annak útja, aki a védánta tanítását követve már életében megszabadul, elnyeri a tökéletes magasabb tudást, felismeri önmaga valódi azonosságát, és a karmáját teljesen felszámolja.

Az előbbi fejtegetések alapja a Sankara-féle kommentár. A Védánta-Szútra eredeti szövege elveszett, így annak csak egyes részleteit ismerjük a különféle kommentárok hivatkozásaiból. A Sankara-féle értelmezés mellett létezik egy másik interpretáció is, amelyet Rámánudzsa kommentárja tartalmaz. 

### Buddhizmus
Az ember nem más, mint egymással párhuzamosan vagy egymás után törvényszerűen megjelenő lételemekből álló, szünet nélkül áramló, mindig megújuló folyamat. Ez a folyamat a halállal sem szakad meg, mivel a természeti, szellemi és erkölcsi erők, amelyek együttesen alkotják az egyént, nem érhetnek véget hirtelen és váratlanul, hanem a fizikai test pusztulása után is működnek még, ezzel megteremtik az alapot egy új individuum léte számára, aki majd örököse lesz az elpusztult valamennyi jó és rossz tettének.
A buddhisták elvetették az örök átmanról kialakított hindu tanítást. A szamszára ugyan megszakíthatatlan folyamatot jelent, ám ennek a folyamatnak nincs örök és halhatatlan alanya (anátman). A szamszára folyamata mennyeken és poklokon át is haladhat, de egyik sem örök lakóhely. 
A hinduizmussal ellentétben Buddha egy olyan újramegtestesülést tanított, amelyben egy szüntelenül változó és mozgásban levő tudatáramlás hozza létre, a véget ért létezésben felgyülemlett erők hatása révén, az új individuumot. Ennek megfelelően a lélekvándorlás kifejezés csak akkor alkalmazható a buddhizmusra, ha „lelken” valami teljesen mást értünk, mint a brahminok, azaz a hindu papság vagy mint a legtöbb ókori filozófus. A halott és az, aki a tőle öröklött karmikus erők révén újjászületik, két különböző lény, de mégsem az, mivel az új szükségszerűen következik a régiből, mint őrségváltáskor az őrtüzek is folyamatosságukban követik egymást. A két lét közötti összekötőkapocs az akaratmegnyilvánulások és hajlamok összessége, amelytől az új létezés elemeinek (dharmák) összefonódása függ, mindenekelőtt a vágy az élet akarására (trisná). A sokszoros újjászületés során egyre inkább közelítünk a szenvedélyektől mentes élethez, míg csaknem végtelen újjászületés és megszámlálhatatlanul sok létforma megélése után elérjük a tökéletesen szenvedély- és szenvedésmentes létezést, és világi vándorlásunk véget ér. Megszűnik a karmánk által előírt és kikényszerített újjászületési folyamatsor, eljutunk a nirvána örök nyugalmába. Ez maga is dharma, a világtörvény realitása, de ez abban különbözik minden más dharmától, hogy ezt nem a hajlamok (szankhára) idézik elő, tehát nem is enyészhet el.
A mennyország és a pokol nem valahol a láthatatlan világban vagy egy valamikor eljövendő világban létezik. Ahogyan a mennyország sincs magasan az égben, a pokol sincs a föld mélyén. Ugyanabban a világban létezik, ahol mi élünk, de egy másik dimenzióban. A buddhizmus igen világosan leírja a menny és pokol birodalmait, mert a hagyomány alapján maga Buddha és számos tanítványa tanítványa is pszichikus képességek birtokában volt, amely lehetővé tette számukra, hogy megtapasztalják a túlvilág birodalmát.
 Bővebben: Buddhista kozmológia és  Buddhizmus: Újjászületés és  Szamszára (buddhizmus)

### Dzsainizmus
A dzsaináknak kész kozmográfiájuk van a halál utáni életről, amelyen a középső világhoz tartozik az emberek lakta terület. Alatta egyre kínzóbb állapotot kínáló poklok helyezkednek el. A pokol nyolc szintből áll, melyek lefelé haladva egyre szörnyűbbek. De a pokolbeli lét sem tart örökké, hiszen ha az ide jutott ember vagy akár a kínzója (démon) eleget bűnhődött a tettéért, máshol születhet újjá. 
A középső világ fölött egyre fényesebb mennyek sorakoznak, köztük az istenek lakhelyével. De nem a mennyek kínálják azt az állapotot, ahová az embernek el kell jutnia: a testhez már nem kötődő dzsívák (lelkek) az "enyhén meggörbülő" Iszatpragbharában lakoznak. 

### Antropozófia
Bővebben: A lélekvándorlás antropozófiai megközelítése

## Kínai vallások
1974-ben bukkantak arra a leletre, amely agyaghadsereg néven vált ismertté a világban: több ezer ember nagyságú, harcosokat ábrázoló terrakottaszobor, lovakkal, páncélba öltözve, fegyverrel. Elképzelhetetlen volt, hogy a császár úgy vágjon neki a túlvilágnak, hogy ne vigye magával mindazt, ami már életében is megadatott neki. A túlvilág és a földi világ nemcsak hasonló volt és az még ma is, hanem igencsak közel vannak egymáshoz.
A Han-dinasztia temetkezési rítusainak egyikét (Kr. e. 2. század – Kr. u. 2. század) "idézés"nek nevezték, az volt a célja, hogy visszahívják a lelket. Csak azután, hogy a lelket visszahívták és az nem járt eredménnyel, lehettek egészen bizonyosak abban, hogy az illető valóban meghalt, s ezután láttak neki a temetés lebonyolításának. Miután lezárultak a temetési rituálék, az ősök szellemeit megfelelő módon kellett tovább támogatni áldozatokkal. Az áldozatok abból álltak hogy szó szerinti értelemben táplálták az elhunytat, akárcsak a sumer vagy ókori egyiptomi világban.
A késői kínai filozófia a következőképpen magyarázza: az ember az ég és a föld együttműködésének következményeként jön létre, az égtől kapja szellemét, azaz a finom jang-fluidumot, a földtől a testet, a durva jin-fluidumot. Az, amit mi léleknek nevezünk, nem kizárólag szellemi, hanem anyagtalan égi (sen) és anyagi, démoni, földhöz kötődő (kui) részből áll. A halál bekövetkeztekor a két összetevő különválik, és visszatér forrásához.
Amiképpen a test sem tűnik el azonnal, hanem fokozatosan feloszlási folyamat megy végbe benne, ugyanúgy a szellem is túléli egy ideig a halált, esetleg több évvel, míg azután végül ő is megszűnik. A lélek eszerint egyéni, individuális létezőként még hosszabb ideig fennmaradhat a testtől való elválása után, ez különösen akkor történik meg, ha rendkívüli szellemi ereje tartós létet biztosít neki.
Ez a nézet mégsem vált általánossá. Sok filozófus szkeptikusan szemben állott a halhatatlanság kérdésével, vagy teljességgel tagadta annak lehetőségét. Ez azonban nem gátolta őket abban, hogy ne tekintették volna kötelezőnek az előírt rítusok hűséges végrehajtását. Az áldozat bemutatásához számos konfuciánus számára elegendő volt az az "als-ob" elképzelés (annak feltételezése, "mintha" valami valóban létezne), hogy az elköltözöttek arra valók, hogy a kegyelet stb. szükséges érzését ébren tartsák. Mások viszont elismerték a halál utáni továbbélést, és logikailag igyekeztek bebizonyítani, mint pl. Mo Ti és iskolája. A taoisták – részben a buddhizmus hatására – konkrét túlvilág nézeteket alakítottak ki. Tanításuk alapján a földi tettek alapján jutalmazó és büntető túlvilág van. 
Lásd még: A halál utáni élet a taoizmusban
A halál után a sen, a jótékony szellem felszabadul, a kui (vagy kwei) azonban kísértetté válik. A halottkultusz célja a jó szellemekkel való barátságos viszony fenntartása, a kísértetek elleni védekezés. Az ősök tisztelete a halottak kultuszából nőtt ki. 
A buddhizmus is hatással volt a kínaiaknak a túlvilágról és a pokolról szóló képzeteire, amelyekkel kapcsolatban eladdig elég homályos, mindenféle rendszert nélkülöző nézeteik voltak. Úgy vélték, hogy az ember lelke a Huang-csüan (Huangquan)hoz (黄泉), vagyis a „Sárga forráshoz” kerül, a holtak birodalma pedig valahol nyugaton vagy északnyugaton található. Az időszámításunk körüli időkben a holtak birodalmát a Taj-sanra helyezték, ahol is a hegy ura döntött az élők és holtak sorsáról. 
A pokolról (ti-jü (diyu) 地獄/地狱) és a megannyi pokolbéli ítélőszékről szóló, részletesen kidolgozott nézetek csak a buddhizmus hatására jelentek meg Kínában.
A kínai hit szerint a pokol a megtisztulás színtere. A halála után mindenki a pokolba kerül és annyi időt tölt ott, amennyit megérdemel. Ezután elhagyja a poklot, hogy feltámadjon egy új földi életben, esetleg a mennyekben. A legmagasabb újjászületés színhelye az Ég (a Paradicsom); a másodiké a Föld, az emberi testben való újjászületés; a harmadiké a víz alatti démonok világa. A további újjászületési színhelyeken és létformákban (föld alatti démonok, bolygó szellemek, állatok, növények) az ugyancsak a földi életben elkövetett vétkek miatt bűnhődnek a halandók.
A kínai halottkultusz bármennyire ellentétben álljon is a buddhista befolyással, a buddhista kolostorokba is befészkelte magát. A kínai buddhista kolostorokban éppúgy megtalálhatók az elhalt szerzetesek lélektáblái, amelyek előtt áldozatot szokás bemutatni , mint sok kínai házban. 

## Spiritizmus
A spiritizmus vagy médiumizmus, az elhunytak test nélküli lelkeiről, a szellemekről szóló tan. Hívei a spiritiszták, akik hisznek Istenben, a halhatatlanságban, a szellemekkel felvehető kapcsolatban. A természeti népek és az ókori vallások szellemhitére vezethető vissza. A modern kori spiritizmus ún. kísérleti vallásnak nevezi magát, hivatkozással a legújabb parapszichológiai kutatások eredményeire.  Legtöbb követője és híve Brazíliában van.
A spiritiszták azt vallják, hogy a médiumok az elhunytak lelkeivel kapcsolatot tudnak teremteni. Ők a látható és a láthatatlan szellemvilág összekötői. Nézetük alapján a halottak lelkei vagy szellemei egészen finom asztráltesttel rendelkeznek, és látható módon is megjelenhetnek, materializálódhatnak. A szellemekkel való kapcsolat szükségszerű, és az ember lelke, halála után a tökéletesedése érdekében vagy újraszületik e földre, vagy ha már erre nincs szüksége, a túlvilági szférákon és a csillagokon át emelkedik a tökéletesség felé, miközben mind többet vet le éterikus burkából. 

## Zoroasztrizmus
A zoroasztrizmus hisz a Mennyben és Pokolban. A mennynek az Aveszta-könyvekben Vahishta-ahu a neve. Szó szerint azt jelenti: a legjobb élet. A mennyet úgy írják le, mint a sugárzásnak, ragyogásnak, dicsőségnek a helyét. 
A pokol Achiskta-ahu név alatt ismeretes. A pokol egy homályos, sötét és bűzös helyként van ecsetelve. 
A menny és pokol között van feltevésük szerint a Csinvat nevű híd , (Az árja chi-tőből, mely jelentése. felszedni, összegyűjteni.) amely elválasztja az élők világát a halottak világától. A Csinvat szó azt a helyet jelöli, ahol az emberi léleknek teljes beszámolót kell adnia elmúlt életének cselekedeteiről.  Ez a személyes ítélet azonban nem végleges. Az idők végén, amikor a Gonosz véglegesen legyőzetik, elkezdődik az utolsó ítélet. Akik a rosszat választották, megbűnhődnek, a jók pedig üdvözülnek és halhatatlanokká válnak. A lelkek egyesülnek az ő fravásijukkal. Minden megtisztul és elkezdődik a boldog örökkévalóság korszaka, amelyet már nem zavarnak meg a gonosz szellemek mesterkedései. 

## Ausztrál őslakosok
Az ausztrál őslakos animista megközelítésében az Álomidő téren és időn túl létező hely, ahol a múlt, jelen és jövő egyetlen egészben egyesül. Az emberek ebbe a másik "univerzumba" álmaikon keresztül vagy módosult tudatállapotukban, illetve halálukkor lépnek be.

## Ókor

### Egyiptom
Az ókori egyiptomiak igen vallásosak voltak és már életük folyamán igyekeztek alaposan felkészülni a túlvilágra. Az idők folyamán a különböző túlvilági megközelítések sokfélesége alakult ki.
Kezdetben nem egy testtől elkülönülő lélek továbbélésének a gondolata uralkodott, hanem hogy a halál ellenére is az egész ember életben marad. Az elképzelések zavarosak, mert a halottnak egy valamilyenféle feltámadását szintén feltételezték. Figyelemre méltó, hogy nem a testnek a lélekkel való újraegyesülésére gondoltak, hanem az egész embernek egy jobbfajta életére, hiszen az a hiedelem uralkodott, hogy a lélek csak akkor maradhat továbbra is fenn, ha a testtel kapcsolatban marad. Ezekből az elképzelésekből fejlődött ki az egyiptomiaknál az az ismert szokás, hogy a holtak testét balzsamozás által eltartsák. Ezen a módon akarták azt az oszlástól megóvni, mert nézetük alapján az egyén csak akkor léphette át a túlvilág kapuját, ha testét megőrzi az öröklét számára. Ez pedig a múmiáknak halotti kamrákban való megőrzését tette szükségessé. Később változtak az egyiptomiak elképzelései, és komplikáltabbak lettek.
A piramisok nem arra szolgáltak, amire a mezopotámiai zikkurátok tornyai, amik elsősorban az istenek tartózkodási helye és szenthelyek voltak mindenki számára. A piramisok elsősorban csak a fáraónak szolgáltak; az ő halott testének és az ő lelkének, az ő "Ká"-jának. Egy halott uralkodó is uralkodó maradt, és a ’Ká’ új életre kelt a múmiában a túlvilágon.
A halál utáni képzetekben számos – néha egymással ellentmondó – elképzelést találunk. Ilyen volt például az is, hogy ők nem hittek a lélekvándorlásban, mégis gyakran találkozunk azzal a gondolattal, hogy az elhunyt lelke madárrá változott (bá), amely az ég felé repül.
Az egyiptomi vallás alapján az élő ember alkotórészei a test és három szellemi erő (ká, bá, ah). 
A Piramisszövegek (kb. Kr. e. 24.–23. század) csaknem kizárólag az uralkodó halál utáni sorsával kapcsolatos felfogásokat fejezik ki. A legtöbb szövegformula határozottan ismételgeti, hogy a fáraó, Atum (=Ré) fia, akit a Nagy Isten a világ teremtése előtt nemzett, nem halhat meg. Egyes szövegek biztosítják afelől, hogy teste nem fog feloszlani. Mindemellett a szövegformulák többsége a fáraó égi utazására utal. Egy madár képében repül el, sőt lehet szkarabeusz is. Égbe emelkedése alatt az uralkodó már isten, az emberi fajtól tökéletesen eltérő lényegű. Az égbe érkezve diadalmasan köszönti őt a napisten, és hírvivők sietnek a négy világtáj felé, hogy bejelentsék győzelmét a halál felett. A fáraó földi léte folytatódik a mennyben is: trónján ülve fogadja alattvalói hódolatát és parancsokat osztogat. Bár ő az egyetlen, aki szoláris halhatatlanságot élvez, a fáraót számos alattvaló veszi körül, elsősorban családtagjai és magas rangú tisztviselők. Ez utóbbiakat a csillagokkal azonosítják, és "megdicsőülteknek" nevezik.

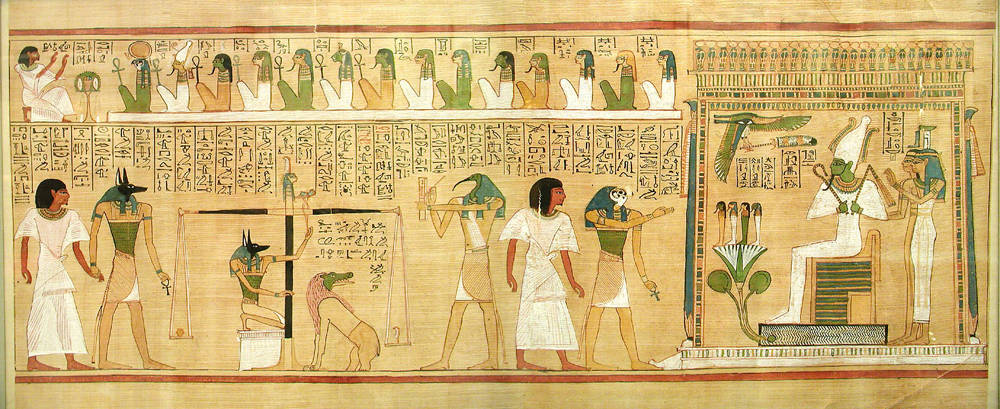
A halott szívének megmérése. (XIX. dinasztia)

Kr. e. 21. század–Kr. e. 18. század között keletkeztek a koporsószövegek, ezek alapján a túlvilág helye az égi lakhely helyett mindinkább az Ozirisz uralta alvilág lett.
Az újbirodalom kezdete előtt (Kr. e. 1550) állították össze a Halottak Könyvét, ahol a halott szíve megmérettetett egy mérlegen Ozirisz és 42 bíró előtt.
A leírás alapján a mérlegelés alatt a halott még elmond egy imát, amelyben kéri a szívét, hogy ne tanúskodjon ellene. Ezután ártatlansági nyilatkozatot kell tennie, amit "gyónás"nak is neveznek:
Nem követtem el igazságtalanságot az emberekkel szemben..
Nem hagytam éhezni embert. Nem okoztam sírást. Nem öltem..
Nem tettem a szegényt még szegényebbé..
Nem okoztam senkinek szenvedést.
Nem kevesbítettem meg a templomok élelem-adományait..
Nem követtem el házasságtörést és nem fajtalankodtam..
Nem cselekedtem az isten utálatát (amit nem szeret).
Senkinek se tettem rosszat.
Tiszta vagyok...
A halott a 42 bíróhoz fordul: Megelégítettem Istent, azzal, amit szeret. Kenyeret adtam az éhezőnek, vizet a szomjazónak, ruhát a mezítelennek, bárkát annak, akinek nem volt.. Mentsetek hát meg, oltalmazzatok meg! Ne tegyetek ellenem szóló jelentést a Nagy Isten előtt.
A mérlegelés alapján döntöttek a halott túlvilági sorsáról. Akinek a jó tettei voltak túlsúlyban a rosszakhoz képest, arra örök béke várt. Ám ha fordítva volt, akkor kegyetlen szenvedés lett az osztályrészük. Az ítélet után a léleknek két lehetősége volt: ott maradhatott Ozirisz isten közelében vagy visszatérhetett a földre. 
 lásd még: A halál utáni élet az ókori egyiptomi vallásban

### Mezopotámia
Subat sumer királynő (ur.: Kr. e. 2600 körül) sírboltjában Leonard Woolley angol régész két sorban feküdve találta lemészárolva az udvarhölgyeket. Továbbá ott feküdt egy muzsikus, a hárfás; karcsontjai még a kicifrázott hangszer felett feküdtek, amit valószínűleg átölelve tartott, míg csak a halálos döfés találta. Aztán a ravatalon is, amin a királynő nyugodott, két csontváz volt összegörnyedve, mintha csak egy ütéssel terítették volna le őket.
Az uralkodónak a legnagyobb áldozatot hozták, emberi életeket. A hullák fekvéséből és a leletek összes körülményeiből arra lehetett következtetni, hogy ezek az udvari hölgyek, testőrök és szolgák nem szabad akaratból követték úrnőjüket a halálba, hanem áldozattá váltak. A túlvilágon is szüksége volt az uralkodónak szolgálókra, használati tárgyakra, különféle eszközökre, ékszerekre is.
A sumer nézetekben a túlvilág nem sokban különbözött az itteni élettől: a holtak birodalma úgy épült fel, mint egy nagy város, melynek közepén helyezkedett el az uralkodó palotája. Miután a halott megérkezett a túlvilágra, ott Anunnakik, az Ég istene gyűlése elé vezették, ahol mindenkit elbíráltak.  Mai ismereteink alapján vallásukban jelentek meg az első utalások a mennyek birodalmára és a pokolra.
A holtak a legkülönbözőbb okok miatt folytonos kapcsolatban voltak az élőkkel. A sumer világnézet szerint a halottaknak szükségük volt az élőkre: ha azok nem teljesítették szükségleteiket, akkor visszatértek. Az élőknek garantálniuk kellett a halottnak egy bizonyos jólétet a túlvilágon, már csak azért is, hogy ne zaklassák őket. A sumerek gyakran ördögűző praktikákat végeztek, hogy megvédjék magukat a holtak megjelenésétől.

### Izráel
Úgy a zsidó pátriárkák, mint Izráel későbbi népe egy olyan régió közepében éltek, ahol igen nagyszámú nézetet ápoltak a halál felől, és a legkülönlegesebb szokásokat követték. Ez az aránylag kicsiny nép mégis nagymértékben volt képes elszigetelni magát környezete nézeteitől. Ez különösen a halál és a halotti kultusz terén lesz láthatóvá. A Teremtő mindenhatóságában való hitük megválaszolja azt a kérdést is Izráel népe számára, hogy halandó-e az ember, vagy halhatatlan. Isten nagysága áll az ember tehetetlenségével szemben, aki életét csak akkor tudja uralni, ha összeköttetésben marad Istennel. Salamon király így írt erről a gondolatról: Nincs ember, akinek hatalmában volna az éltető lehelet, aki vissza tudná tartani az éltető leheletet, és senki sem ura a halál napjának.
Az egész Ótestamentumból világosan kitűnik, hogy azért tört be a halál, mert az Istenhez való viszonyt a bűn megzavarta. Mózes első könyve alapján az első emberpár örök élete attól függött, hogy engedelmeskednek-e Istennek, és élnek, vagy pedig engedetlenek lesznek iránta, és meghalnak. A csábító befolyása alatt az ember bűnbe esett. Ennek következtében egy halálraítélt, egy halálra szánt teremtmény lett. Sorsa megpecsételődött. Életét eljátszotta, és kezdett meghalni. Noha nem halt meg azonnal, de egy ítélet végrehajtására váró lénnyé lett. Ez világosan kitűnik az Úr szavaiból, amit a bűnbeesés után Ádámhoz intézett. Nem csak fáradságot jelentett ki, hanem az elbukott ember végérvényes sorsát is kihirdette: "Orcád verítékével egyed a te kenyeredet, amíg visszatérsz a földbe; mert abból vétettél; mert por vagy te, és ismét porrá leszel"
Az emberi "lélek" nem rendelkezik halhatatlansággal, hanem csak egyedül a Teremtő. 
Az Ótestamentum bizonysága szerint a halál az életnek a vége. A halál a teremtésnek pontosan az ellentéte. Ha Isten visszaveszi a lelket (életleheletet), akkor elmúlik az ember, és újra porrá lesz. “És a por visszatér a földbe, ahonnét jött, az éltető lehelet meg az Istenhez, aki adta.” Ezt a szöveget a katolikus fordítás jobban adja vissza, mert nem “lelket”, hanem éltető leheletet ír, és hogy ez valóban helyes, az világosan kitűnik a következő szövegből: “Mert hiszen az emberek fiainak sorsa és az állatok sorsa egy és ugyanaz a sors. Amint ezek meghalnak, meghalnak azok is. Mindben egyforma az éltető lehelet, és nincs az embernek többje, mint az állatnak. Igen, minden hiábavalóság! Minden ugyanarra a helyre jut. Minden porból lett, és minden visszatér a porba.” (Préd. 3,19-20. kf.) Mint amilyen kevéssé volt az élet lehelete a teremtésnél egy halhatatlan lélek, éppoly kevéssé halhatatlan lélek az a lehelet is, amit Isten az ember halálakor visszavon. Az, ami akkor történne, ha Isten az élet leheletét minden teremtménytől egyszerre venné vissza, az történik tulajdonképpen az egyes emberek halálánál: “Ha visszavonná a fuvallatát, és ha visszaszívná a leheletét, akkor minden élő rögtön elpusztulna, és az ember is visszatérne a porba.” Ahogy Isten kezdetben adja az életet (az élet leheletet), úgy tér az vissza Istenhez a halál pillanatában. Az Ótestamentum úgy ír a halálról, mint egy alvásról. Izrael hite nem a lélek halhatatlanságára épült, hanem egyedül az ő Urának teremtői és szabadító hatalmára, aki a halottakat is képes feltámasztani.
"És sokan azok közül, akik alusznak a föld porában, felserkennek, némelyek örök életre, némelyek pedig gyalázatra és örök utálatosságra." (Dán. 12,2)
 Bővebben: A lélek halhatatlanságának tana a Bibliában

### A görögök
A görögöknél a lélekhalhatatlanság és a lélekvándorlás tana jelent meg. A Kr. e. az 5. század második felében vonult be a görög világba az ember halhatatlanságának a hite. Püthagorasz, majd tanítványai is azt tanították, hogy a lélek egy isteni lehelet, ami a testbe, mint büntetőhelyre van száműzve. 
 Bővebben: Püthagorasz: Lélekvándorlás
Platón, aki Szókratész befolyása alatt a filozófiához fordult, és kétség nélkül ennek a tannak a leghíresebb képviselőjévé lett. Számára a vallás egy erkölcsi világrendből és a lélek halhatatlanságából állt. Egy gondolat különös nyomatékra talált: a test a lélek börtöne, épp ezért a halál a lélek kiszabadulását jelenti ebből a börtönből. Platón alapján a léleknek isteni eredete van: nincs kezdete, mivel nem lett megteremtve, halhatatlan, mivel testetlen. Ennek a halhatatlan és örök léleknek a halál csupán átmenet, átvándorlás egy másik helyre, egy utazás Hadészhoz. Hadésznál a lelket elbírálják és fizetni kell minden bűnért: aki úgy élt, hogy az "igazság" elveit követte, halála után a boldogságba jut, aki viszont úgy élt, hogy nem tartotta be az igazság elveit, az bűnhődik. 
 Bővebben: Platón: Lélekvándorlás
Arisztotelész Plátón tanítványa volt. Ő úgy, mint mestere – különösen korábbi műveiben – a lelket a test foglyaként tekintette. Intőszózat a filozófiához című szónoklatában a mulandó testnek és a halhatatlan léleknek a gondolatát egy hasonlat által szemléltette. 
 Bővebben: Arisztotelész filozófiája

## Amerikai őslakosok
A közép-amerikai maják és az aztékok nem képzeltek el igazi mennyországot: az ember végső célja az volt, hogy beteljesítse létezését, ciklikussá váljon a kozmoszban, egybeolvadjon vele. 
A mai maják a lélek túlvilági létéről szóló nézeteiket beépítették a keresztény hitvilágukba is. A purgatóriumba a bűnösök lelkei jutnak, míg a pokolba azok kerülnek, akik "eladták" a lelküket az ördögnek. Egyes chiapasi maják (Mexikó) nézete alapján a halottak lelke az alvilágban tartózkodik épp annyi évig, mint amennyit a földön volt. Ez a halhatatlan lélek aztán újjászületik egy gyermek testében. Az alvilágban lévő lélek az élőket álmukban is felkeresheti, tanácsokat adhat vagy büntethet. 
Az egykori közép-amerikai őslakosok nézeteihez hasonló volt az észak-amerikai indiánok látásmódja. Az entitás, amit mi teremtő Istennek hívunk, számukra maga a kozmikus esszencia volt. Az animista felfogás úgy tartotta, hogy minden természeti valóság szent és minden tárgynak van egy belső szelleme, aminek az erejét szent szertartások révén lehet megérezni, és ezt az erőt a törzs javára is fel lehet használni. Az életet nagy utazásnak tekintették, ami azzal kezdődött, hogy a lélek levált a Nagy Szellemről, hogy beléphessen egy testbe, amely az Anya Földön él. A halál pedig az a pillanat volt, amikor még egyszer és immár örökre a lélek összeolvadt a Nagy Istennel. 

## Ősmagyarság
Az ősmagyar közösségek úgy hitték, a halott lelke fehér lovon lovagolva távozik a túlvilágba. Jankovics Marcell így ír erről: „Eleink elhunyt előkelőik mellé rendszerint, bár nem mindig, a halott egyik lovának lenyúzott bőrét is eltemették, benne a koponyájával és végtagjaival, nyereggel, lószerszámmal együtt. Nyilvánvalóan abban a hitben cselekedtek így, hogy az elhunyt lelke majd a ló lelkének a hátán kel át a túlvilágra. […] A magyar néphit szerint az udvarra szökkenő fehér ló halált jelent. A hiedelem visszavezethető a fehérló-áldozat céljára. Nyilvánvalóan úgy hitték, hogy a fehér szellemló azért jön, hogy a haldokló lelkét a Tejúton a másvilágra vigye. (A Tejút egyetemes képzet szerint az eget és a földet, a túlvilágot és e világot köti össze.)”